# Octococcus minor
Octococcus minor är en insektsart som beskrevs av De Lotto 1969. Octococcus minor ingår i släktet Octococcus och familjen ullsköldlöss. Inga underarter finns listade i Catalogue of Life.